# F–89 Scorpion
A Northrop F–89 Scorpion egy első generációs amerikai sugárhajtású éjszakai elfogó vadászrepülőgép volt. Bár nyilazás nélküli szárnya korlátozta teljesítményét, az egyik első amerikai vadászgép volt, melyet irányított levegő-levegő rakétákkal és az első, melyet levegő-levegő nukleáris töltetű rakétával (a nem irányított AIR-2 Genievel) szereltek fel.

## Tervezés és fejlesztés
A Scorpion tervezése a USAAF 1945-ben kiadott műszaki követelményjegyzéke alapján kezdődött, mely egy sugárhajtású éjszakai vadászgépet irányzott elő a P-61 Black Widow felváltására. A kiírásra a Bell Aircraft Corporation, a Consolidated-Vultee, a Douglas Aircraft Company, a Goodyear, a Northrop és a Curtiss-Wright is adott ajánlatot.
A Northrop cég Jack Northrop vezette tervező csoportja négy különböző tervezetet dolgozott ki, melyek között egy radikális megoldású csupaszárny is volt, de végül az N-24 jelűnél állapodott meg, melynek karcsú törzset, középszárnyat és két utánégetős Allison J35 sugárhajtóművet szántak. A gépbe fedélzeti radart kívántak beépíteni, melyhez a pilótán kívül külön kezelőt is biztosítottak, fegyverzete pedig négy 20 mm-es gépágyú lett volna, melyet szokatlan módon az orrban elhelyezett távolról irányítható forgatható toronyban helyeztek volna el. A gép egyik nem szokásos szerkezeti eleme a Northrop deceleronja volt, ami a csűrő, féklap és zuhanófék kombinációja volt. Ezt a megoldást a prototípus fejlesztésénél használták először, majd később a Northrop védjegye maradt, utoljára a ma is szolgálatban lévő B-2 Spiriten is látható. A gyár 1946 decemberében két prototípus elkészítésére kötött szerződést, ugyanakkor a Curtiss a XF–87 Blackhawk és a Douglas a XF3D–1 Skynight prototípusának kifejlesztésére is megbízást kapott.
Az első XP-89 prototípus először 1948. augusztus 16-án szállt fel Fred C. Bretcher berepülőpilóta vezetésével. A próbaidőszakban hosszú ideig a Curtiss konstrukciója vezetett, de végül a Northrop repülőgép bizonyult jobbnak. Az USAF többi éjszakai vadászgépét abban az időben nappali vadászgépekből fejlesztették ki, ilyen volt a Lockheed F–94 Starfire és az F–86 Sabre.

## Szolgálatban

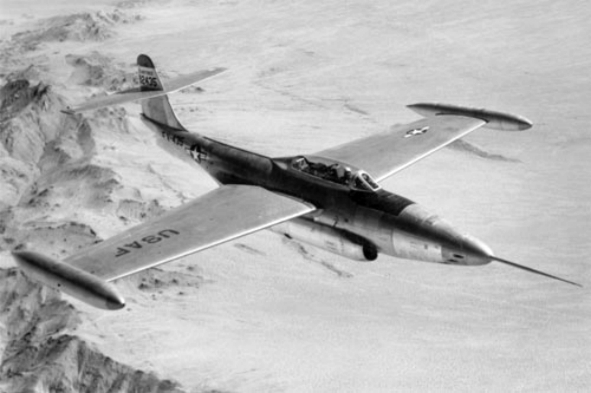
Egy korai F-89A

A gyártást 1949-ben kezdték az F-89A típussal, mely először 1950 szeptemberében repült. A gépet AN/APG-33 radarral és hat 20 mm-es T-31 gépágyúval szerelték fel egyenként 200 lőszerrel. Az orrba szerelt ágyútornyot elhagyták és 1000 literes üzemanyagtartályokat építettek rögzítve a szárnyvégekre. A szárny alatti függesztőpontokra 16 darab 127 mm-es rakétát vagy 1455 kg össztömegű bombákat lehetett helyezni.
Csak tizennyolc F-89A gépet gyártottak le, melyeket főleg próbákra és vizsgálatokra használtak, mielőtt a átalakították volna F-89B típusra, amelyet új kormányrendszerrel láttak el. A típust 1951 júniusában állították szolgálatba. Ezeknél a gépeknél komoly hibák léptek fel többek között a hajtóműveknél, ezért hamarosan megjelentek az F-89C változatok. Az ismételt hajtóműcserék ellenére a problémák állandósultak, ezekhez még a szárnyakon felfedezett szerkezeti problémák társultak, úgyhogy egy darabig a földre kényszerítették az F-89-et és erőltetett ütemben átalakították az -A, -B és -C változatokat.
A fő gyártott típussá az F-89D vált, mely először 1951. október 23-án repült. Ebből eltávolították a gépágyúkat az új Hughes E-6 tűzvezetési rendszer javára, mely AN/APG-40 radarral és AN/APA-84 számítógéppel egészült ki. A fegyverzet két 52 darab 70 mm-es "Mighty Mouse" rakétát tartalmazó konténerből állt. Ebből a típusból összesen 682 készült.
A új motorral tervezett F-89E és F-89F variáns, nem épült meg, sem a tervezett F-89G, melynek Hughes MA-1 tűzvezetési rendszert és fegyverzetnek AIM-4 Falcon levegő-levegő rakétákat szántak.
A következő típusnak, az F-89H gépnek, mely 1956-ban állt hadrendbe, E-9 tűzvezetési rendszere volt, mint az első F-102-nek és erős szárnyvégi konténerei, melyek egyenként három Falcon rakétával (általában három félaktív GAR-1 radar vezérléssel és három GAR-2 infravörös vezérlésű egységgel) és 21 nem irányított rakétával voltak felszerelve. A tűzvezetési rendszerben észlelt hibák késleltették a hadrendbe állítást, ez okozta, hogy teljesítménye jelentősen alulmúlta az újabb szuperszonikus elfogó vadászgépekét, így az USAF végül 1959-ben kivonta a gépeket a szolgálatból.
Az utolsó változat az F-89J lett. Ez lényegében megegyezett az F-89D-val, de a szabványos szárnyvégi rakéta-konténereket 2271 literes üzemanyag tartályokra cserélték és egy felfüggesztő konzolt szereltek fel mindkét szárny alá egy-egy MB-1 Genie nukleáris töltetű légelhárító rakéta számára (esetenként ezeket négy konvencionális Falcon levegő-levegő rakétával váltották fel). Az F-89J lett az egyetlen repülőgép, mely éles Genie rakétát indított a Plumbbob művelet alkalmával 1957. július 19-én. Az F-89J típusból nem gyártottak új példányokat, hanem 350 F-89D gépet alakítottak át. Ezek 1959-ig álltak szolgálatban a Lég- és Űrvédelmi Parancsnokság alatt, majd a nemzeti gárdához kerültek, ahol 1969-ben szerelték le.
Összesen 1050 darab Scorpion épült. Csak az Egyesült Államok használta.

## Műszaki adatok (F-89D)

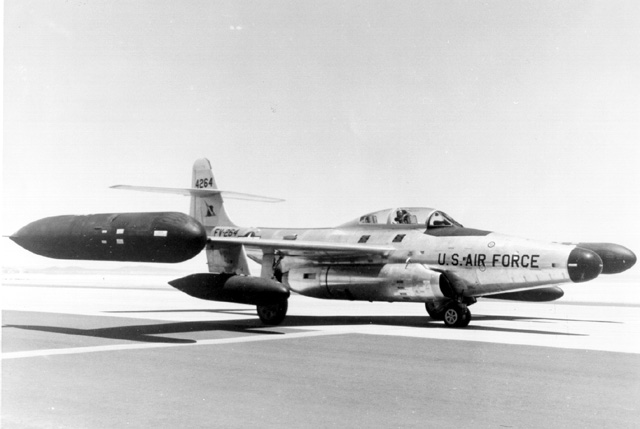
USAF F–89H–1–NO Scorpion, 54–264

## Műszaki adatok (F-89D)[8]
- Személyzet: 2 fő

### Méretek
- Hossz: 16,40 m
- Fesztáv: 18,20 m
- Magasság: 5,33 m
- Szárnyfelület: 56,30 m²

### Tömeg
- Üres tömeg: 11 428 kg
- Teljes tömeg: 16 869 kg
- Legnagyobb felszálló tömeg: 19 161 kg

### Hajtómű
- Típus: 2 x Allison J35-A-35 utánégetős gázturbinás sugárhajtómű
- Tolóerő: 24 kN
- Tolóerő utánégetővel: 32 kN

### Teljesítményadatok
- Legnagyobb sebesség: 1022 km/h 3200 m-en
- Hatótáv utazósebességgel: 2200 km
- Csúcsmagasság: 15 000 m
- Emelkedési sebesség: 37,8 m/s

### Fegyverzete
- 104 x 70 mm "Mighty Mouse" Mk 4/Mk 40 nem irányított rakéta
- 16 x 127 mm-es rakéta a szárny alatt, vagy
- 1500 kg bomba

## Fordítás
- Ez a szócikk részben vagy egészben  a   Northrop F-89 Scorpion című angol Wikipédia-szócikk fordításán alapul.  Az eredeti cikk szerkesztőit annak laptörténete sorolja fel. Ez a jelzés csupán a megfogalmazás eredetét és a szerzői jogokat jelzi, nem szolgál a cikkben szereplő információk forrásmegjelöléseként.